# Mitko Trendafilov
Mitko Trendafilov (bulgare : Митко Трендафилов) (né le 25 décembre 1969 à Dimitrovgrad en Bulgarie) est un joueur de football bulgare.